# Armentières-sur-Ourcq
Pour les articles homonymes, voir Armentières (homonymie) et Ourcq (homonymie).
Armentières-sur-Ourcq est une commune française située dans le département de l'Aisne en région Hauts-de-France.

## Géographie

### Communes limitrophes
| Breny              | Oulchy-le-Château     | Nanteuil-Notre-Dame |
| La Croix-sur-Ourcq | Armentières-sur-Ourcq | Coincy              |
|                    | Rocourt-Saint-Martin  |                     |

### Hydrographie
La commune est située dans le bassin Seine-Normandie. Elle est drainée par l'Ourcq, le ru Garnier, le cours d'eau 01 du Pré du Beau Moulin et un autre petit cours d'eau,.
L'Ourcq, d'une longueur de 86 km, prend sa source dans la commune de Courmont et se jette  dans la Marne en limite de Mary-sur-Marne et de Lizy-sur-Ourcq, face à Isles-les-Meldeuses, après avoir traversé 36 communes.

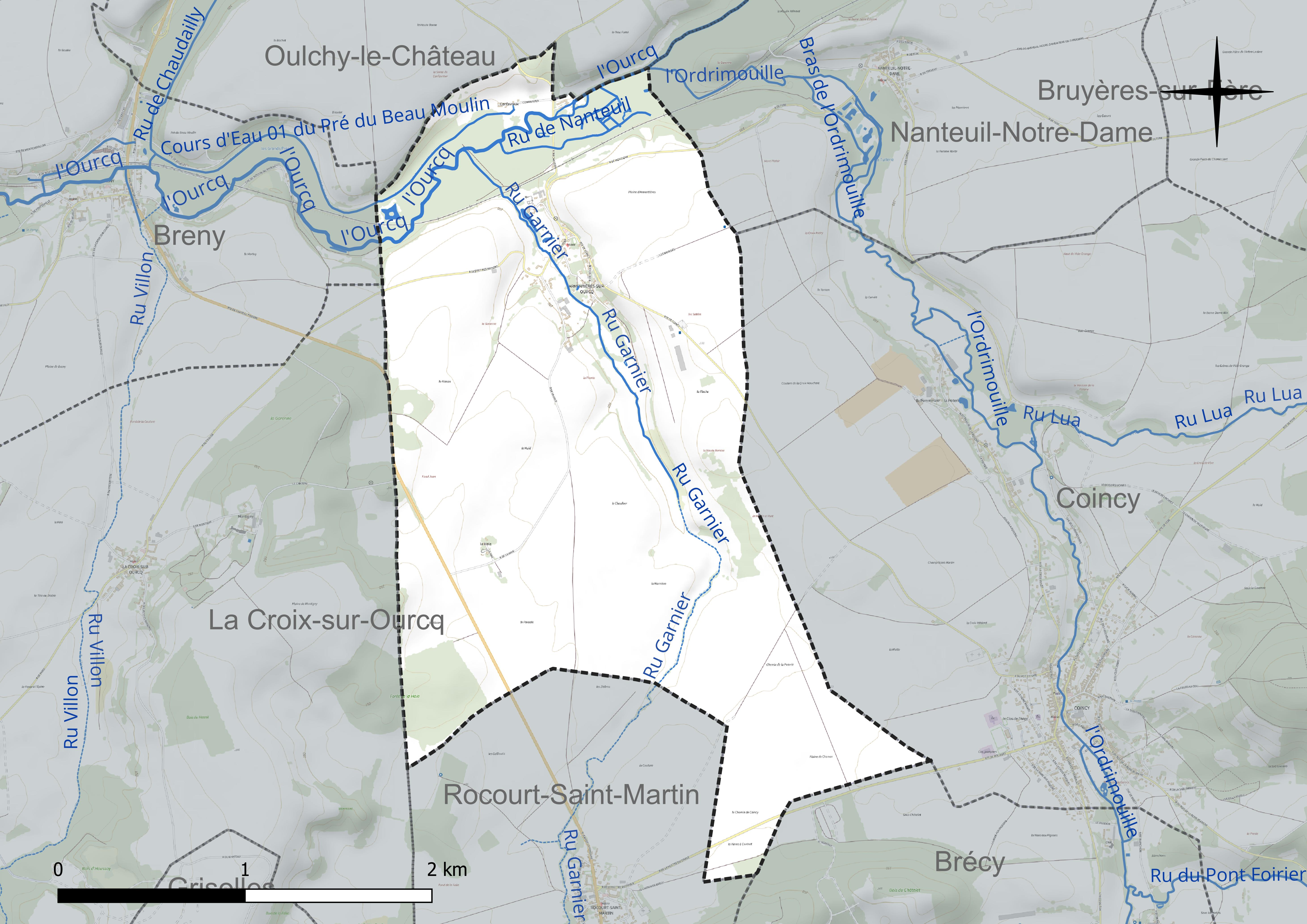
Réseau hydrographique d'Armentières-sur-Ourcq.

### Climat
Pour des articles plus généraux, voir Climat des Hauts-de-France et Climat de l'Aisne.
En 2010, le climat de la commune est de type climat océanique dégradé des plaines du Centre et du Nord, selon une étude du CNRS s'appuyant sur une série de données couvrant la période 1971-2000. En 2020, Météo-France publie une typologie des climats de la France métropolitaine dans laquelle la commune est exposée à un climat océanique altéré et est dans la région climatique Nord-est du bassin Parisien, caractérisée par un ensoleillement médiocre, une pluviométrie moyenne régulièrement répartie au cours de l'année et un hiver froid (3 °C).
Pour la période 1971-2000, la température annuelle moyenne est de 10,4 °C, avec  une amplitude thermique annuelle de 15,3 °C. Le cumul annuel moyen de précipitations est de 736 mm, avec 12,1 jours de précipitations en janvier et 8,6 jours en juillet. Pour la période 1991-2020 la température moyenne annuelle observée sur la station météorologique la plus proche, située sur la commune de Blesmes à 17 km à vol d'oiseau, est de 10,6 °C et le cumul annuel moyen de précipitations est de 713,0 mm,. Pour l'avenir, les paramètres climatiques de la commune estimés pour 2050 selon différents scénarios d'émission de gaz à effet de serre sont consultables sur un site dédié publié par Météo-France en novembre 2022.

## Urbanisme

### Typologie
Au 1er janvier 2024, Armentières-sur-Ourcq est catégorisée commune rurale à habitat dispersé, selon la nouvelle grille communale de densité à 7 niveaux définie par l'Insee en 2022.
Elle est située hors unité urbaine. Par ailleurs la commune fait partie de l'aire d'attraction de Château-Thierry, dont elle est une commune de la couronne,. Cette aire, qui regroupe 52 communes, est catégorisée dans les aires de moins de 50 000 habitants,.

### Occupation des sols
L'occupation des sols de la commune, telle qu'elle ressort de la base de données européenne d'occupation biophysique des sols Corine Land Cover (CLC), est marquée par l'importance des territoires agricoles (87 % en 2018), une proportion identique à celle de 1990 (87 %). La répartition détaillée en 2018 est la suivante : 
terres arables (82,6 %), forêts (13 %), zones agricoles hétérogènes (4,4 %).
L'évolution de l'occupation des sols de la commune et de ses infrastructures peut être observée sur les différentes représentations cartographiques du territoire : la carte de Cassini (XVIIIe siècle), la carte d'état-major (1820-1866) et les cartes ou photos aériennes de l'IGN pour la période actuelle (1950 à aujourd'hui).

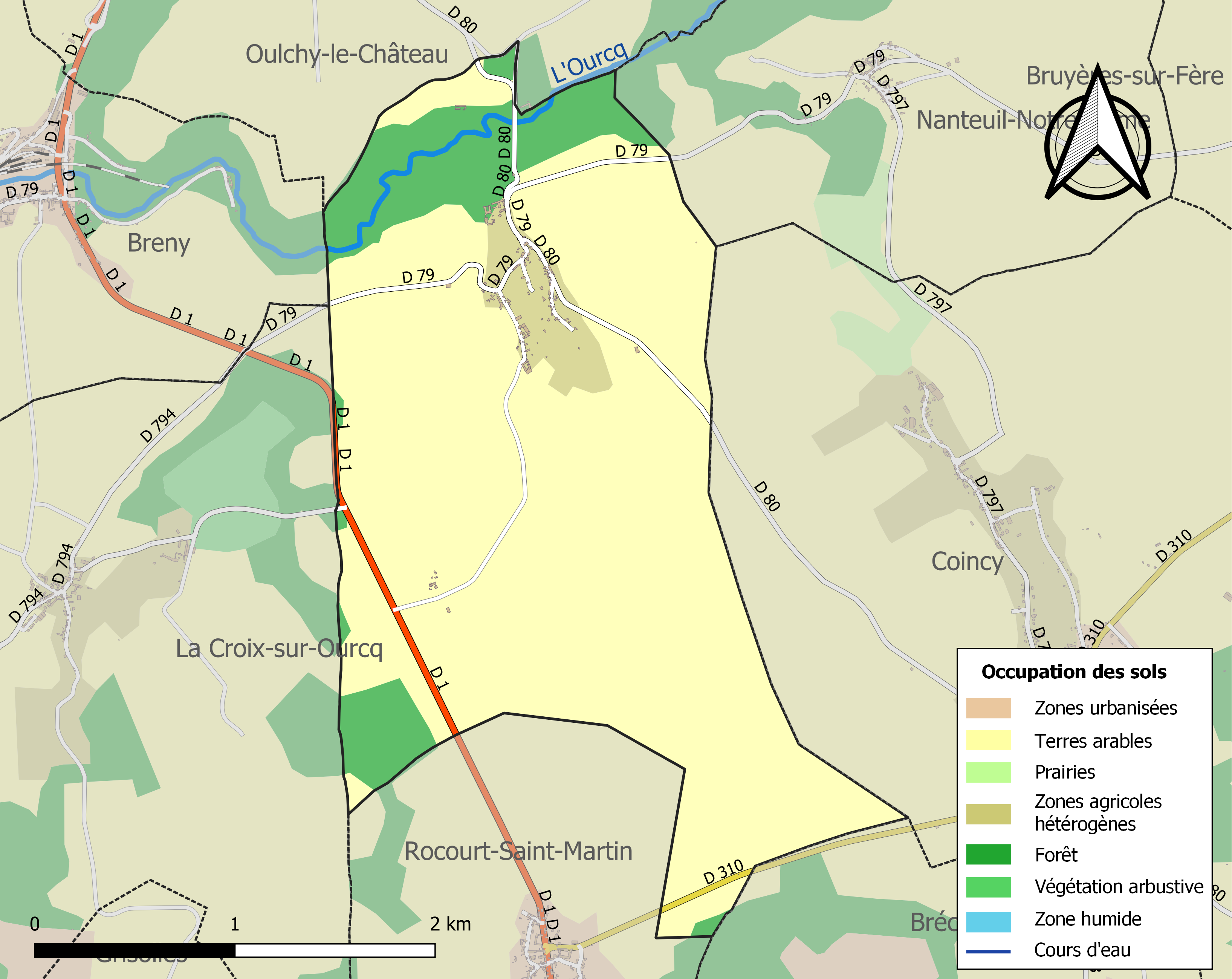
Carte des infrastructures et de l'occupation des sols de la commune en 2018 (CLC).

## Toponymie
Le nom de la localité est attesté sous les formes Armenterie (1243) ; Ermentières (1302) ; Armantière (1608) ; Armentière (1711).

Armentières : « lieux où on élève du gros bétail ».
L'Ourcq (prononcé /uʁk/ ; Urc en 855) est une rivière affluente de rive droite de la Marne qui coule dans les départements de l'Aisne, l'Oise et la Seine-et-Marne.

## Histoire
Un habitat de la Tène a été mis au jour en 1881 au lieu-dit Dessus-clocher, ainsi qu'une tombe à char. Un cimetière mérovingien de 879 sépultures couvrant les VIe au VIIIe siècle. La voie romaine Soissons - Troyes passait en bordure du territoire communal.

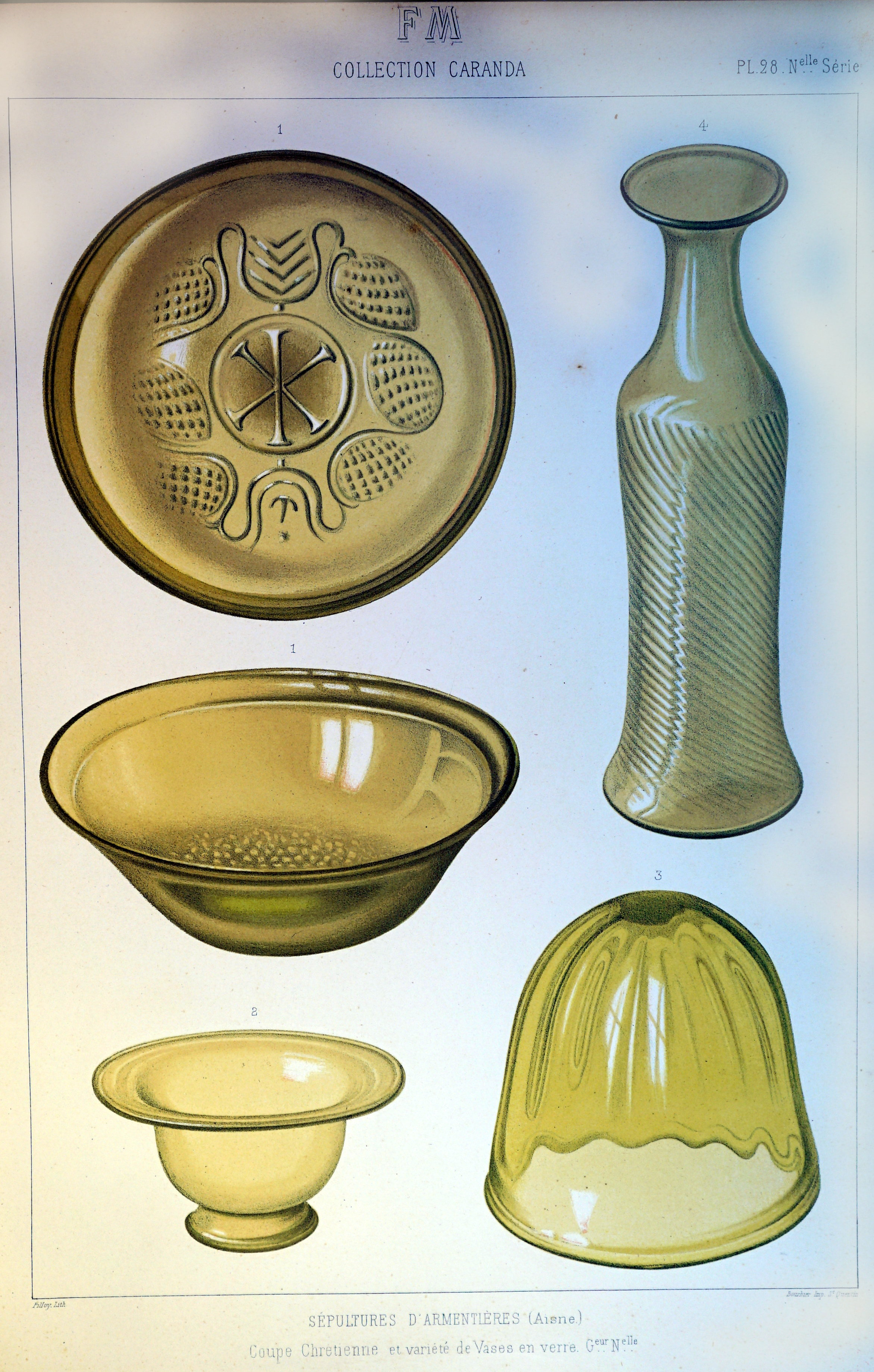
Objets
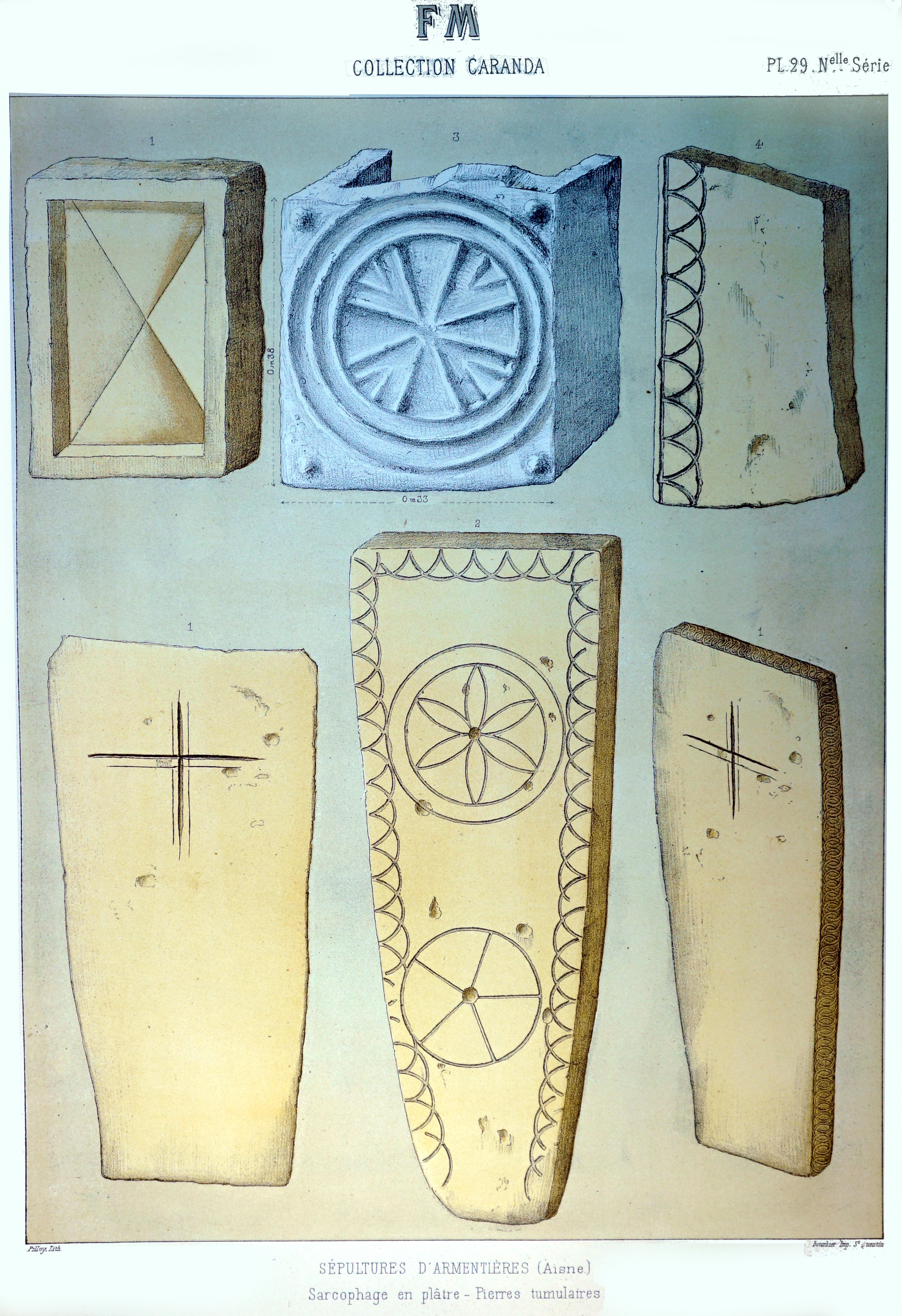
trouvés à
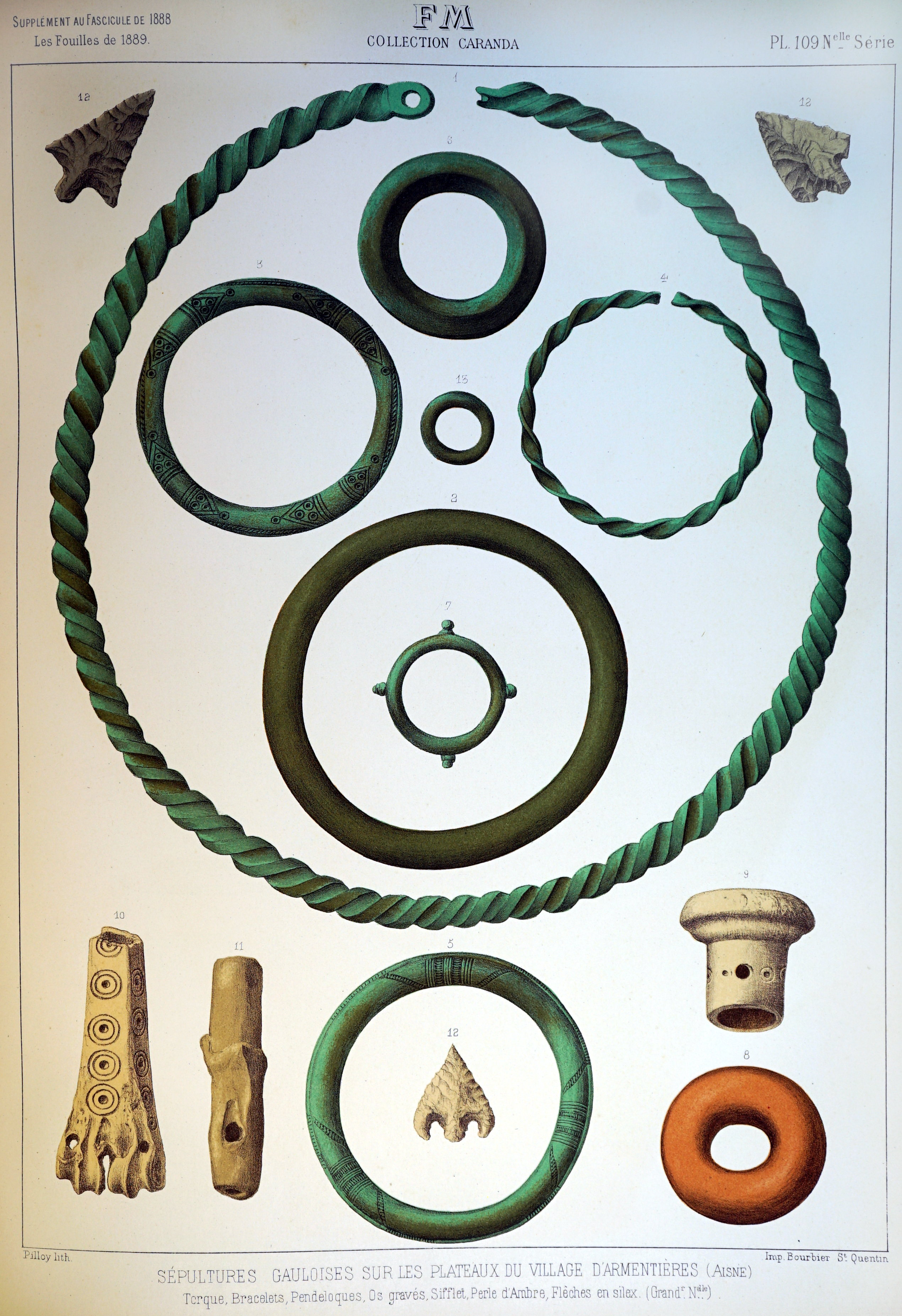
Armentières.

## Politique et administration

### Découpage territorial
La commune d'Armentières-sur-Ourcq est membre de la communauté d'agglomération de la Région de Château-Thierry, un établissement public de coopération intercommunale (EPCI) à fiscalité propre créé le 1er janvier 2017 dont le siège est à Étampes-sur-Marne. Ce dernier est par ailleurs membre d'autres groupements intercommunaux.
Sur le plan administratif, elle est rattachée à l'arrondissement de Château-Thierry, au département de l'Aisne et à la région Hauts-de-France. Sur le plan électoral, elle dépend du  canton de Villers-Cotterêts pour l'élection des conseillers départementaux, depuis le redécoupage cantonal de 2014 entré en vigueur en 2015, et de la cinquième circonscription de l'Aisne  pour les élections législatives, depuis le dernier découpage électoral de 2010.

### Administration municipale
| Période                                  | Période                       | Identité            | Étiquette  | Qualité                                                   |
| ---------------------------------------- | ----------------------------- | ------------------- | ---------- | --------------------------------------------------------- |
| Les données manquantes sont à compléter. |                               |                     |            |                                                           |
| mars 2001                                | En cours (au 11 juillet 2020) | Jean-Pierre Bocquet | DVD ex-UDF | Retraité de l'agriculture Réélu pour le mandat 2020-2026, |

## Démographie
L'évolution du nombre d'habitants est connue à travers les recensements de la population effectués dans la commune depuis 1793. Pour les communes de moins de 10 000 habitants, une enquête de recensement portant sur toute la population est réalisée tous les cinq ans, les populations de référence des années intermédiaires étant quant à elles estimées par interpolation ou extrapolation. Pour la commune, le premier recensement exhaustif entrant dans le cadre du nouveau dispositif a été réalisé en 2008.

En 2022, la commune comptait 98 habitants, en évolution de −6,67 % par rapport à 2016 (Aisne : −1,97 %, France hors Mayotte : +2,11 %).
| 1793 | 1800 | 1806 | 1821 | 1831 | 1836 | 1841 | 1846 | 1851 |
| ---- | ---- | ---- | ---- | ---- | ---- | ---- | ---- | ---- |
| 234  | 200  | 200  | 201  | 207  | 209  | 229  | 204  | 213  |

| 1856 | 1861 | 1866 | 1872 | 1876 | 1881 | 1886 | 1891 | 1896 |
| ---- | ---- | ---- | ---- | ---- | ---- | ---- | ---- | ---- |
| 191  | 168  | 166  | 163  | 175  | 171  | 190  | 161  | 145  |

| 1901 | 1906 | 1911 | 1921 | 1926 | 1931 | 1936 | 1946 | 1954 |
| ---- | ---- | ---- | ---- | ---- | ---- | ---- | ---- | ---- |
| 171  | 169  | 157  | 117  | 153  | 158  | 143  | 140  | 125  |

| 1962 | 1968 | 1975 | 1982 | 1990 | 1999 | 2006 | 2008 | 2013 |
| ---- | ---- | ---- | ---- | ---- | ---- | ---- | ---- | ---- |
| 108  | 76   | 76   | 74   | 85   | 105  | 101  | 100  | 108  |

| 2018 | 2022 | - | - | - | - | - | - | - |
| ---- | ---- | - | - | - | - | - | - | - |
| 102  | 98   | - | - | - | - | - | - | - |

## Culture locale et patrimoine

### Lieux et monuments

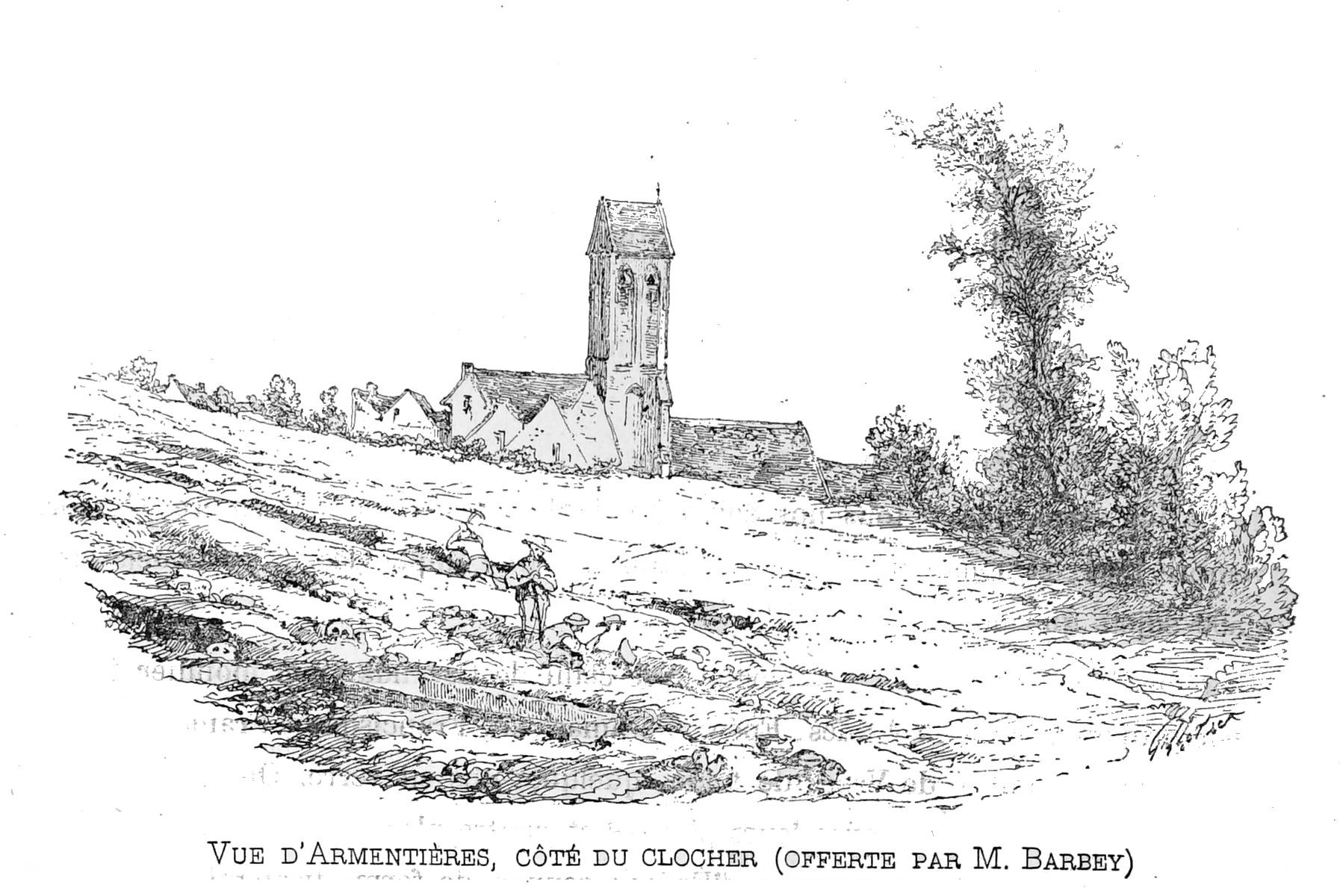
Vue de l'église vers 1884.

- Le château d'Armentières : construit entre les XIIIe et XVIe siècles, ainsi que sa poterne sont classés « monument historique » depuis le 25 janvier 1921. Il est actuellement propriété privée et se visite tous les ans lors des Journées européennes du patrimoine. Il bénéficie depuis 2004 de travaux de sauvetage soutenus par la DRAC de Picardie et le conseil général de l'Aisne.
- L'église Saint-Martin, du XIIIe siècle, très endommagée lors de la Première Guerre mondiale, a été reconstruite en quasi-totalité ; elle renferme dans sa crypte les sépultures des chevaliers d'Armentières.
- Les ponts Bernard, des XVIIe et XVIIIe siècles, qui enjambent l'Ourcq, sont classés depuis le 11 juin 2001.

### Personnalités liées à la commune
- Louis de Conflans d'Armentières (1711-1774), maréchal de France.
- Charles Louis Gabriel de Conflans d'Armentières (1772-1849), militaire et homme politique français des XVIIIe et XIXe siècles.

## Pour approfondir